# Plaza Colón (Guayaquil)

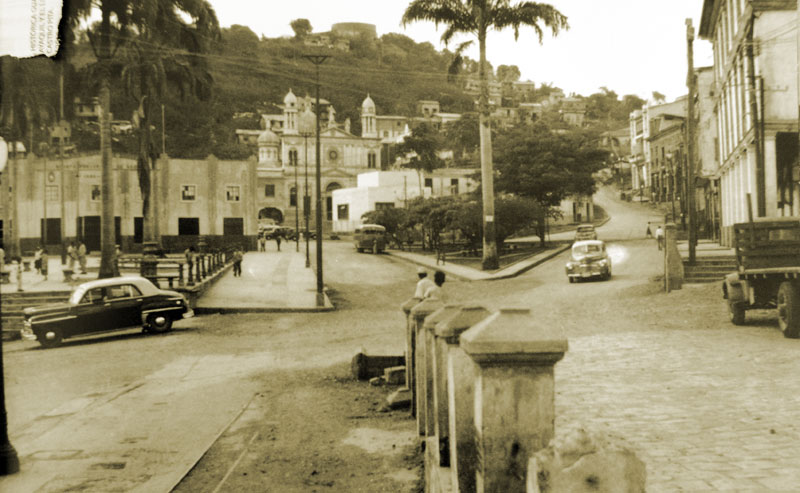
Plaza Colón en los años 1940s.

La Plaza Colón es una plaza de la ciudad de Guayaquil. Se encuentra ubicada en las faldas de los cerros Santa Ana y del Carmen, junto a la iglesia de Santo Domingo de Guzmán. 
La plaza fue creada en 1539 en las faldas del «Cerrito Verde» (actual cerro Santa Ana) frente a la primera iglesia de la ciudad. Fue bautizada originalmente como «Plaza de Armas». En 1842, durante los primeros años de creación del Estado de Ecuador pasó a denominarse «Plaza de la Concepción». Fue arrasada por los múltiples incendios que sufrió la ciudad, en especial por uno ocurrido en 1903.
En 1909 fue reconstruida bajo el nombre de «Plaza Colón», en honor a Cristóbal Colón.
Junto a la plaza se encuentran la iglesia de Santo Domingo de Guzmán, el Museo del Bombero y el viejo campus de la Escuela Superior Politécnica del Litoral. También se puede apreciar en dicha plaza un busto en memoria de Francisco de Orellana, uno de los fundadores de la ciudad.